# エドウィン・ギーマー
エドウィン・ギーマー（Edwin Gyimah 、1991年3月9日 - ）は、ガーナ・セコンディ・タコラディ出身のプロサッカー選手。ガーナ代表。ポジションは、ディフェンダー。

## 経歴

### クラブ
出身地セコンディ・タコラディのクラブでキャリアをスタート。その後、南アフリカのクラブを渡り歩いた。2017年2月16日、オーランド・パイレーツFCとの契約を双方合意の上、解除。同年3月20日にスウェーデンのヘルシンボリIFに移籍した。

### 代表
2012年にガーナ代表デビュー。

## タイトル

### クラブ
スーパースポート・ユナイテッド
- ネドバンク・カップ (1): 2011–12[3]
- Telkom Knockout (1): 2014[6]